# James Calado
James John Calado, född den 13 juni 1989 i Cropthorne, är en brittisk racerförare. Calado startade sin formelbilskarriär 2008 och lyckades redan under debutåret vinna två lägre Formel Renault-mästerskap. 2009 blev han tvåa i Formula Renault 2.0 UK, och 2010 blev han tvåa i det brittiska F3-mästerskapet. 2011 tog han ännu en andraplats i ett mästerskap, denna gången i GP3 Series, och 2012 blev han femma i GP2 Series. Under 2013 körde han till sig en tredjeplats i GP2, men körde även flera fredagsträningar med Formel 1-stallet Force India. 2014 tävlade han i LMGTE Pro-klassen i FIA World Endurance Championship, vilket han fortsätter med 2015.

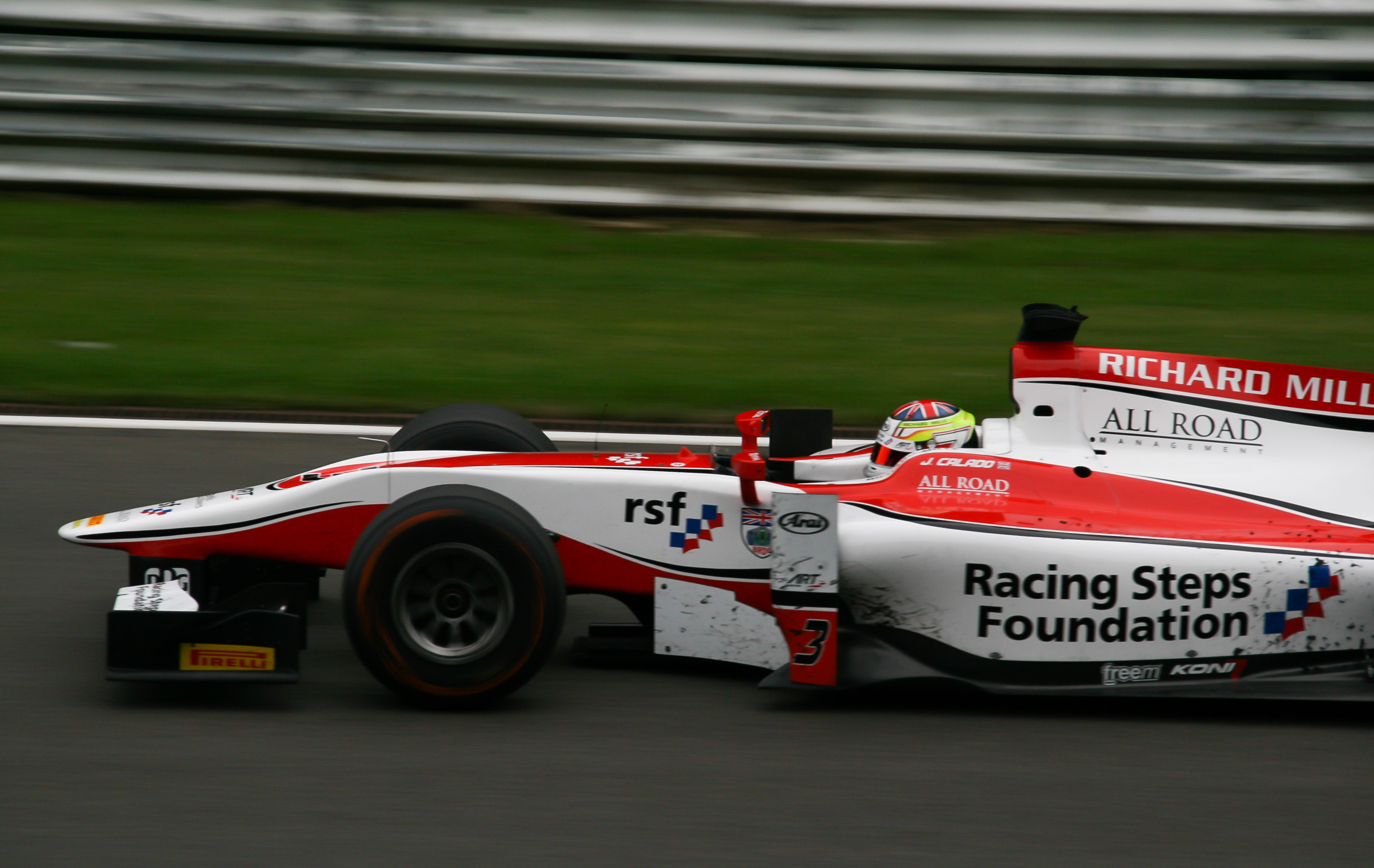
Calado på Silverstone Circuit.